# Музыкальный театр имени Шаляпина
Музыка́льный теа́тр имени Ф. И. Шаля́пина — государственный театр в Санкт-Петербурге. Открыт с 1928 года. До 2023 года назывался Ленинградский государственный мюзик-холл, Санкт-Петербургский мюзик-холл.

## История
5 декабря 1928 года в Оперном зале здания Народного дома премьерой «Чудеса XX века, или Последний перевозчик» (режиссёр — Д. Г. Гутман) открылся Ленинградский мюзик-холл. Театр обрёл широкую популярность благодаря сотрудничеству с И. О. Дунаевским и «Теа-джазом» Л. О. Утёсова.
В 1929 году Дунаевский стал музыкальным руководителем и главным дирижёром Ленинградского мюзик-холла. Коллективом было подготовлено несколько эстрадно-песенных программ, в которых выступали певцы-солисты Л. Утёсов и К. Шульженко.
В постановках участвовали: режиссёр Н. В. Петров, художник Н. П. Акимов, композитор Д. Д. Шостакович (спектакль «Условно убитый», премьера — 2 октября 1931).
В 1937 году Московский и Ленинградский мюзик-холлы были закрыты как носители буржуазного искусства.
В 1966 году в Ленинграде заново открылся второй по счёту «Ленинградский государственный мюзик-холл», художественный руководитель — И. Я. Рахлин.
С 1966 до 1988 года Ленинградский мюзик-холл размещался во Дворце культуры имени Ленсовета, на сцене которого театр играл все свои премьеры.
В конце 1970-х годов здание бывшего Оперного зала Народного дома (которое в разное время занимали филиалы театра имени Кирова, театра Музыкальной комедии, а до передачи Мюзик-холлу — кинотеатр «Великан» и Планетарий) было передано возрождённому Мюзик-холлу, но только в 1988 году оно приняло своих первых зрителей.
В апреле 1987 года И. Я. Рахлин основал детскую студию, которая действует при Театре до сих пор.
C 2002 по 2004 год театр возглавлял сын И. Я. Рахлина Лев Рахлин (режиссёр-постановщик театра с 1996 года).
С 2004 по 2010 год театром руководил А. В. Платунов.
С 2010 по 2013 год руководство театром осуществлял Евгений Куликов.
В 2013 году художественным руководителем театра «Мюзик-холл» назначен итальянско-российский дирижёр и пианист Фабио Мастранджело.
В сентябре 2014 года директором театра «Мюзик-холл» назначена Юлия Николаевна Стрижак.
В марте 2023 года театр ушел на реконструкцию и сменил название на Музыкальный театр имени Ф. И. Шаляпина, изменение названия собрало ряд негативных отзывов зрителей.

## Здание
Мюзик-холл размещается в здании народной аудитории Народного дома, построенной по инициативе принца А. П. Ольденбургского архитектором Высочайшего двора Г. И. Люцедарским в 1910—1912 годах. Вместимость составляет 1500 зрителей.

## «Мюзик-холл» сегодня
В августе 2013 года художественным руководителем театра был назначен известный музыкант и дирижёр Фабио Мастранджело. В сентябре 2014 года директором театра «Мюзик-холл» стала Юлия Стрижак.
В октябре 2014 года в комитете по культуре Санкт-Петербурга на совместном заседании коллегии комитета по культуре Санкт-Петербурга и художественного совета по театрам была принята концепция развития «Мюзик-холла» до 2018 года. На Большой сцене театра поставлены мюзиклы «Мастер и Маргарита», «Весёлые ребята-2», «Онегин». Возобновлён детский репертуар, поставлены спектакли «Бременские музыканты», «Али Баба и 40 разбойников», «Приключения Вовки в 3Dевятом царстве», «Маугли». В связи с расширением детского репертуара Санкт-Петербургское отделение союза театральных деятелей России, которое с 2001 года проводит фестиваль «Театры Санкт-Петербурга — детям», наградило театр «Мюзик-холл» диплом фестиваля в номинации «За верность детскому репертуару и умение общаться с маленьким зрителем». В ноябре 2014 года на Малой сцене театра был поставлен музыкальный спектакль «Он, Она и кино». В сентябре 2015 года прошла премьера музыкальной мелодрамы «Опасные связи».
В апреле 2015 года при поддержке Комитета по культуре Санкт-Петербурга создан Камерный оркестр театра «Мюзик-холл» «Северная симфониетта». Первый концерт оркестра состоялся 8 мая на Большой сцене театра. Концерт был посвящён 70-летию Победы в Великой Отечественной войне. Впервые в истории театра «Мюзик-холл» запущена продажа музыкальных абонементов на сезон 2015—2016 года. Это абонементы — «Чайковский. Известный и неизвестный» (пять концертов: цикл «Времена года», все сюиты для камерного оркестра), «Музыкальное путешествие с Фабио Мастранджело» (пять концертов, музыка Италии — два концерта, Австрии, Аргентины и Англии) и семейный абонемент «Музыка и Сказка», рассчитанный, в первую очередь, на детскую аудиторию. В концертах абонементов приняли участие такие известные музыканты, как пианист Николай Медведев, народный артист России Фёдор Добронравов, заслуженный артист РФ Михаил Морозов, артист театра и кино Андрей Носков.
Летом 2015 года театр «Мюзик-холл» выступил основным организатором Санкт-Петербургского международного фестиваля «Опера — всем», который заслуженно пользуется любовью публики и ежегодно знакомит зрителей с шедеврами классической музыки. В рамках проекта были показаны оперы: «Мазепа» Чайковского (Петропавловская крепость), «Турандот» Пуччини (перед зданием театра «Мюзик-холл»), «Дон Жуан» Моцарта (Парадный плац Екатерининского дворца Царского Села) и «Любовный напиток» Доницетти (Елагин остров). Спектакли фестиваля посетило порядка 15 тысяч человек. Вход на все спектакли фестиваля был свободным.
1 июня 2016 года при поддержке комитета по культуре Санкт-Петербурга оркестр был расширен до симфонического и обрёл новое название — «Северная симфония». Осенью 2016 года в театре появился камерный хор под руководством заслуженного артиста РФ, В. Копыловой-Панченко.
В 2018 году на большой сцене театра состоялась премьера мюзикла «Великий Гэтсби» по мотивам одноимённого романа Фрэнсиса Скотта Фицджеральда. Кроме того, на большую сцену «Мюзик-холла» вернулась опера — итальянская опера-буфф «Дон Паскуале».

## Репертуар

### Большая сцена
- Мюзикл «Алиса в стране чудес»
- Хоррор-мюзикл «Портрет Дориана Грея»
- Музыкальный спектакль «Мэри Поппинс с нами»
- Музыкальный спектакль «Винил»
- Мюзикл «Великий Гэтсби»
- Опера-буффа «Дон Паскуале»
- Цикл концертов «Музыкальное путешествие с Фабио Мастранджело»
- Цикл концертов «Битва титанов»

### Малая сцена
- «Он, она и кино»
- «Опасные связи»
- «Дона Флор и два ее мужа»

#### Детские спектакли
- «Бременские музыканты»
- «Маугли»
- «Повелитель подземного царства»
- «Али Баба и 40 песен персидского базара»
- «Приключения Вовки в 3Dевятом царстве»
- детский абонемент «Музыка и сказка»
- «Винни-Пух и все-все-все»